# Hip Hop Boyz
A Hip Hop Boyz rövidítve: HHBz egy magyar könnyűzenei fiúbanda. Legismertebb slágereik az Ott várok rád, a Ragadom-dagadom, a Megbántottak vagy A hegyekbe fönn.

## Karrier
Az együttes 1992-ben alakult Budapesten. A csapat tagjai Levy T., O.G. Duck, Real Action először az 1992-es Magyarországi DMC fesztiválon találkoztak, ahol Real Action és O.G. Duck a Enemy Squad együttesben táncolt és rappelt. Néhány hónap múlva Levy T. javaslatára megalapították a Hip Hop Boyz-t, 1993-ban megkötötték első lemezszerződésüket és megjelent első albumuk Soul a rap a PolyGram-3T kiadó gondozásában. 1994-ben a Tizenöt év című videóklipjük második lett a Magyar Videóklip Fesztiválon és még ugyanebben az évben kiadták második albumukat, a II.-t. 1995-ben felléptek az I. Total Dance Fesztiválon és Dr. Alban és az East 17 magyarországi előzenekarként a teltházas Budapest Sportcsarnokban illetve a Kisstadionban. 1996-ban Könnyűzenei Aranyszarvas-díjat nyertek, valamint a II. Total Dance Fesztiválon is játszottak és megjelent III. albumuk, amely két hét alatt aranylemez lett, két hónap múlva platinalemez, majd a következő hónapokban elérte a gyémántlemez státust, több mint 100 ezer darab eladott lemezzel. Májusban megjelent a lemez angol változata, mely több európai országban is nagy sikert aratott. Az együttes a Népstadion színpadán lépett fel Michael Jacksonnal. 1997-ben felléptek a IV. Total Dance Fesztiválon. Megjelentettek két válogatáslemez, a Best 4 Hip Hop Boyzt és Best Of Hip Hop Boyzt. Mindkét lemez aranylemez lett. 1997-ben megjelent a V. album, melyen a Megbántottak c. dal mellett szerepelt a My Fair Lady híres betétdalának feldolgozása, Ma éjjel táncolnék címmel. Ebben az évben telt házas élő koncertet adtak a Petőfi Csarnokban Budapesten. Részt vettek Miamiban a MIDEM Dél-Amerikai Zenei Fesztiválon. Megjelent angol nyelvű maxi lemezük is „Stop the rain” („Megbántottak”) című dal változataival. 1998-ban váratlanul feloszlott az együttes.
O.G. Duck az üzleti világ felé fordult, sikeres középvezető lett, befektetésekkel foglalkozott, majd a válság hatására, a pénzügyi világból kiábrándultan visszatért a szórakoztatóiparba.
Levy T. 1999 nyarán kiadta szólólemezét Süt a nap címmel, majd saját kiadót alapított ő maga pedig zenei producerként működik, ő segített Majka második albumának előkészületeiben. 2013 óta Amerikában él.
Real Action 2002-ben a Hip Hop Boyz tánciskola folytatásaként break-hiphop tánciskolát nyitott. 2002-ben alapító tagja lett a NOX együttesnek. 2004-ben létrehozta az Attraction Látványszínházat, mellyel komoly szakmai sikereket ért el.
2005-ben újra összeálltak, a régi dalokat újrahangszerelték és néhány új dallal kiegészítve kiadták az Újratöltve című albumot. 2008-ban az együttes tagjainak útjai újra szétváltak, de Levy T. és O.G. Duck RetroShow a Hip Hop Boyz sztárjaival néven vitte tovább az együttest, immár duóban.
2016-ban az Egyesült Államokban élő Levy T. jogdíjvitába keveredett a Hip Hop Boyz egykori slágereivel koncertező O.G. Duck-kal.

## Albumok
- 1993 – Soul a rap[halott link] (PolyGram-3T)
- 1994 – II.[halott link] (PolyGram-3T)
- 1996 – 3[halott link] (Record Express)
- 1996 – III. (English) (Record Express)
- 1997 – V.[halott link] (EMI-Quint)
- 1997 – The Best 4 Hip Hop Boyz (Record Express)
- 1997 – Best Of Hip Hop Boyz (PolyGram-Zebra)
- 1998 – 5+ (EMI-Quint)
- 2005 – Újratöltve[halott link] (Artofonic)

## Díjak, elismerések
- Bravo Otto-díj
- Arany Szarvas-díj
- 4 arany-, 2 platina-, 1 gyémántlemez
- MAHASZ Arany Zsiráf-díj a legtöbb eladott lemez után
- Ifjúság Magazin az Év Együttese-díj